# 排吾乡
排吾乡，是中华人民共和国湖南省湘西土家族苗族自治州花垣县下辖的一个乡镇级行政单位。

## 行政区划
排吾乡下辖以下地区：
董马村、牛皮村、大排吾村、小排吾村、夯采村、子腊村、竹子寨村、龙门村、大猫村、磨子村和辽求村。